# Enoch (édition musicale)
Pour les articles homonymes, voir Enoch.
Enoch et compagnie est une société française d'édition musicale fondée en 1853.

## Histoire

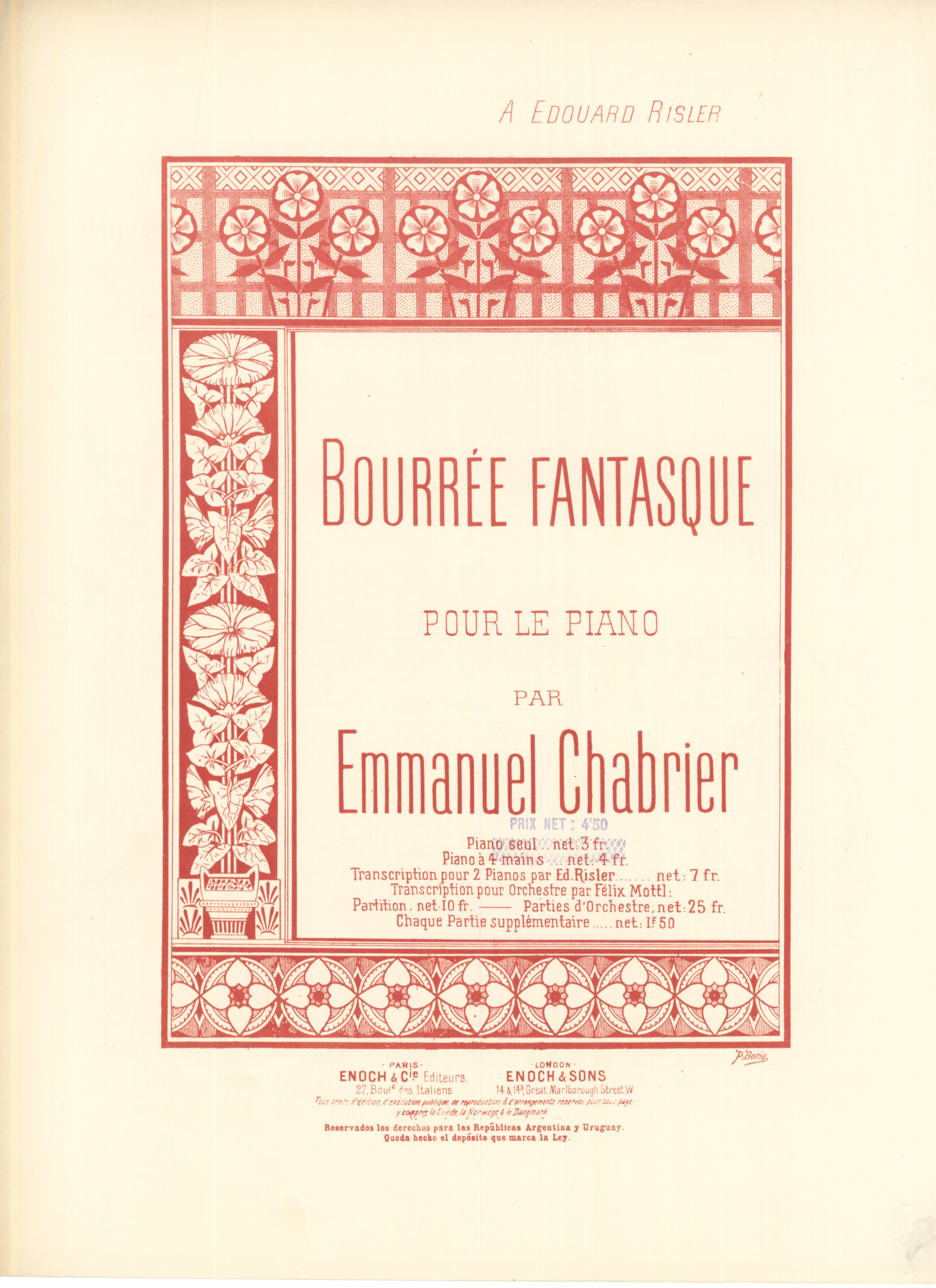
Couverture de la Bourrée fantasque de Chabrier, Enoch, illustration de P. Borie

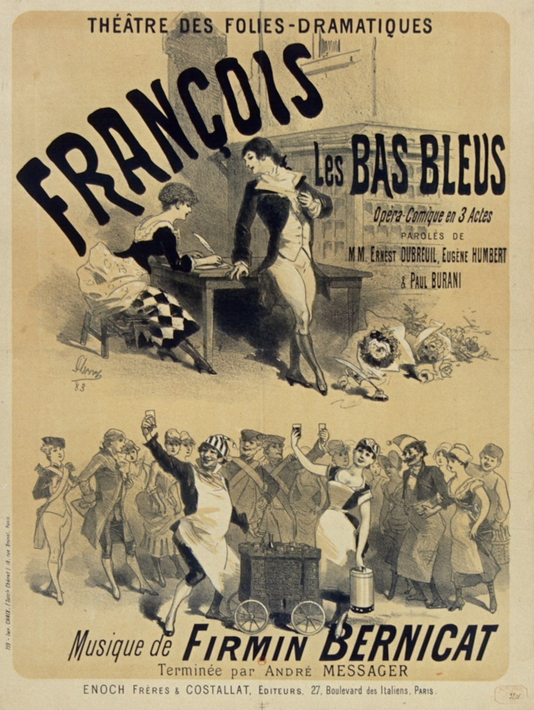
Affiche pour François les Bas bleus, opérette de Bernicat et Messager (Lithographie Chaix & Jules Chéret, 1883).

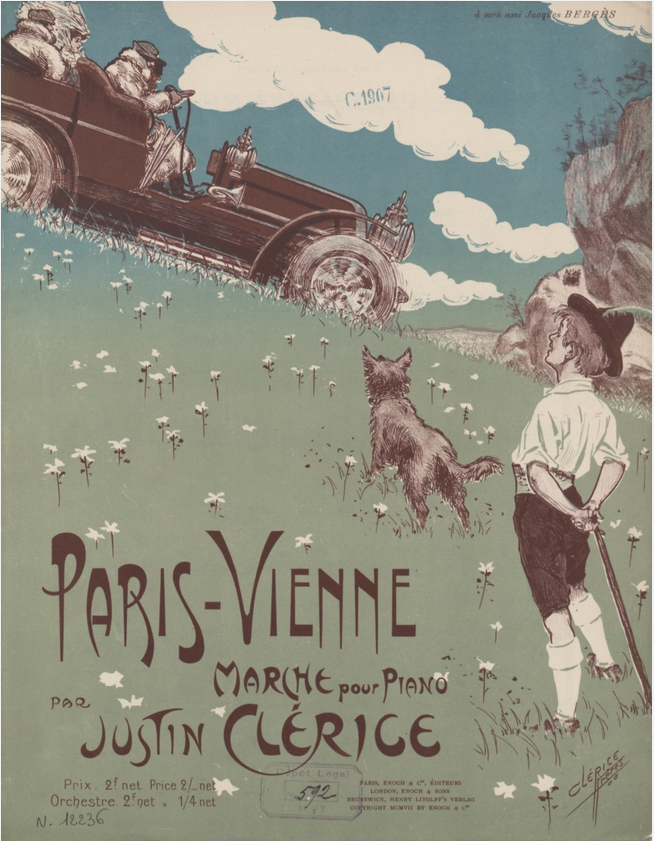
Paris-Vienne, marche pour piano de Justin Clérice (partition de 1907).

En 1853, à Paris, Carl Enoch (Celle, 1805 - Paris, 1883), représentant de commerce pour les éditions musicales Meyer & Litolff originaires de Brunswick, ouvre un magasin d'édition et de vente en partitions. Les Éditions musicales Enoch s'installent 30 rue Meslay dans le 3e arrondissement de Paris.
En 1867, Émile Enoch, son fils cadet, ouvre une filiale à Londres, Enoch & Sons — qui reste active jusqu'en 1927.
En 1870, la raison sociale devient Enoch Père et Fils, Carl associant ses deux enfants, Wilhelm et Émile, dans l'affaire.
En 1873, Enoch lance un périodique Le Monde musical. Recueil de musique moderne qui comprend des partitions.
En 1874, le siège parisien passe au Pavillon de Hanovre, 27 boulevard des Italiens,  dans le 2e arrondissement de Paris et Charles Enoch se retire de la maison d'édition, qu'il laisse aux mains de ses deux fils, Wilhelm et Émile Enoch.
En 1880, Wilhelm Enoch (1840-1913) et son frère Émile Enoch s'associent avec Georges Costallat (1844-1901) sous la raison sociale Enoch frères et Costallat jusqu'en décembre 1894, puis Costallat s'en va fonder sa propre maison.
De 1897 à 1904, le beau-fils de Wilhelm Enoch, Gabriel Astruc, devient directeur associé, avant de fonder, en 1904, sa propre maison d'édition de musique. Durant cette période, d'avril 1897 à  janvier 1899, Wilhelm Enoch et son gendre Gabriel Astruc organisent pas moins de 36 Concerts Enoch au siège du quotidien Le Figaro, 26, rue Drouot.
Enoch produit des partitions et du matériel musical illustrés par de grands artistes de la fin du XIXe siècle comme George Auriol ou Henri Rivière. En lien avec les artistes du cabaret Le Chat noir, un certain nombre de lithographies sont imprimées pour le compte de Rodolphe Salis. La maison signe avec la plupart des compositeurs du répertoire symphonique, tels César Franck, Emmanuel Chabrier ou Georges Enesco, mais aussi le répertoire populaire (opérettes, cabarets) avec André Messager ou Paul Delmet. Elle édite une Méthode pratique d’orchestration symphonique (1887) signée Émile Tavan qui fait alors référence.
En 1897, André Gedalge recommande son élève Maurice Ravel à Wilhelm Enoch qui fait signer au jeune compositeur son premier contrat d'éditeur en décembre. En 1898, Enoch publie ainsi la toute première œuvre de Maurice Ravel, composée en 1895, le Menuet antique.
En février 1905, Enoch associé à d'autres éditeurs musicaux, attaquent en justice les fabricants de phonogrammes, gramophones et cylindres musicaux qui souhaitaient ne pas payer de droits d'auteur au prétexte que c'était-là des machines qui exécutaient la musique : les dites sociétés sont condamnées en appel à verser 5 % des ventes aux auteurs par disque ou cylindre.
En 1906, Wilhelm Enoch est nommé chevalier de la Légion d'honneur.
En 1910, la maison est reprise par Daniel Enoch (1872-1943) et Georges Enoch (1878-1938), petits-fils du fondateur.
Le 28 mai 1913, Wilhelm Enoch meurt à Paris. Le 30 mai 1913, pour ses obsèques au Père-Lachaise, de nombreuses personnalités sont présentes parmi lesquelles Léon Blum, Claude Debussy, Misia Godebska, Désiré-Émile Inghelbrecht et André Messager. Le président de la Sacem, Célestin Joubert, prononce un discours pour l'occasion.

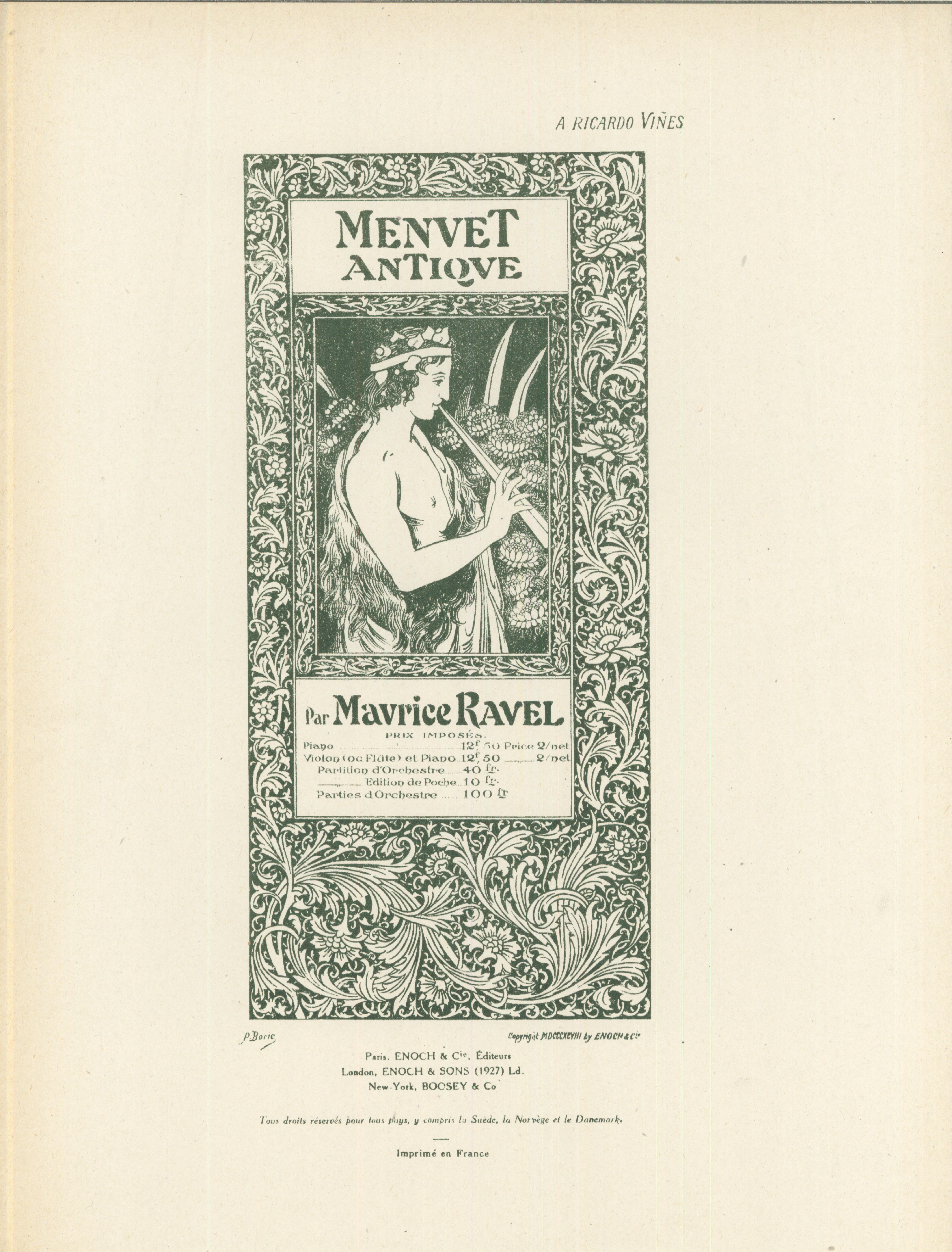
Couverture du Menuet antique (1898) de Ravel, illustration de P. Borie.

En 1928, Daniel et Georges Enoch passent commande de l'orchestration de son Menuet antique à Maurice Ravel, qui accepte de s'en charger à son retour de sa tournée de concerts en Amérique du Nord de janvier à avril 1928. En fait, il réalisera cette orchestration en 1929, après celle du Bolero de juillet à octobre 1928. L'orchestration du Menuet antique est publiée en 1930 et créée le 11 janvier 1930 à la Salle Gaveau, avec l'Orchestre Lamoureux sous la direction de Maurice Ravel en personne, qui dirige aussi à ce concert le Bolero, donné pour la première fois au concert en Europe.
En avril 1938, Georges Enoch est nommé chevalier de la Légion d'honneur. Le 7 juillet 1938, Gabriel Astruc, ancien associé de son beau-père Wilhelm Enoch aux éditions Enoch, meurt à Paris ; le 10 juillet 1938, ses obsèques ont lieu au Cimetière Montparnasse en présence notamment de sa veuve, Marguerite Enoch, et de ses beaux-frères Daniel Enoch et Georges Enoch et de nombreuses personnalités dont Jacques Rouché. En novembre 1938, Daniel Enoch est nommé chevalier de la Légion d'honneur. En décembre 1938, Georges Enoch décède subitement. Daniel Enoch se retrouve seul à la direction de la maison d'édition.
Durant la Seconde Guerre mondiale, la maison d'édition est placée en mars 1941 sous l'administration provisoire des éditions Henry Lemoine et Daniel Enoch et sa famille sont assassinés par les nazis : Daniel Enoch et son épouse, Anna Mapou, sont déportés dans le 61e convoi parti de Drancy le 28 octobre 1943 et arrivé à Auschwitz le 30 octobre 1943, où ils sont gazés le 2 novembre 1943, ; quant à leur fils Robert Enoch, il est fusillé le 8 juillet 1944 par les Allemands à Portes-les-Valence. 
En 1944, Jacques Enoch (1900–1990), fils de Daniel Enoch, de retour à Paris constate de nombreuses disparitions de biens survenues sous l'Occupation au domicile familial, dont un piano Érard acquis en 1892. Il tente de redresser la maison d'édition et édite de nouveaux talents comme Joseph Kosma et Darius Milhaud. Il est aussi le 26e président de la Sacem (1959-1960 ; 1963-1964 ; 1967-1968).
De 1990 à 2011, la maison est dirigée par Janine Enoch née Astruc (1921–2017), veuve de Jacques Enoch.
En 2011, Danièle Enoch-Maillard succède à sa mère à la direction de la maison.
En 2014, des vols d'autographes de musiciens — dont Emmanuel Chabrier, Georges Enesco et Maurice Ravel —, sont constatés au siège des éditions Enoch.

« Quant au manuscrit de l’orchestration du Menuet antique, dérobé aux Éditions Enoch entre 2013 et 2014, une action juridique est toujours en cours, opposant les éditions aux liquidateurs de la tristement célèbre société Aristophil. »

Le siège actuel de la société « Éditions musicales - Éditions Enoch et Cie » qui comprend 1 700 titres au catalogue se trouve au 193 boulevard Pereire dans le 17e arrondissement de Paris.